# Смирнов Лев Миколайович
Лев Миколайович Смирнов (21 червня 1911, місто Санкт-Петербург, тепер Російська Федерація — 23 березня 1986, місто Москва) — радянський державний діяч, юрист, голова Верховного суду СРСР, голова Верховного суду РРФСР. Член ЦК КПРС у 1976—1986 роках. Депутат Верховної Ради СРСР 8—10-го скликань. Герой Соціалістичної Праці (19.06.1981).

## Життєпис
Народився в родині лікаря.
З 1926 року — співробітник редакції газети, лектор, старший методист відділу виконавчого комітету Ленінградської міської ради.
У 1929—1936 роках навчався в Ленінградському державному університеті на факультеті радянського права і в Юридичному інституті імені Криленка, а також (з 1939 року) в аспірантурі, яку не закінчив у зв'язку з початком війни.
У 1934—1935 роках — старший слідчий Ленінградської обласної прокуратури.
У 1935—1938 роках — старший слідчий Мурманської окружної прокуратури.
У 1936 році закінчив Ленінградський правовий інститут.
У 1938—1939 роках — старший слідчий Петроградського району міста Ленінграда.
У 1939—1941 роках — старший слідчий-методист Ленінградської міської прокуратури.
У червні 1941 — 1943 року — військовий слідчий в прокуратурах армій і Ленінградського фронту, учасник німецько-радянської війни.
З вересня 1942 по 1957 рік — в Прокуратурі СРСР: слідчий з найважливіших справах, прокурор слідчого відділу, прокурор для особливих доручень при Генеральному прокурорі СРСР. Займався розслідуваннями злочинів німецьких окупантів на окупованих територіях СРСР.
Член ВКП(б) з 1945 року.
Був помічником головного обвинувача від СРСР Р. А. Руденка на Нюрнберзькому міжнародному військовому трибуналі. У 1946 році був заступником обвинувача від СРСР С. О. Голунского на Токійському міжнародному судовому процесі за звинуваченням головних японських військових злочинців. Також був державним обвинувачем на Хабаровському процесі.
У 1957—1962 роках — заступник голови Верховного суду СРСР.
У липні 1962 — вересні 1972 року — голова Верховного суду РРФСР.
20 вересня 1972 — 12 квітня 1984 року — голова Верховного суду СРСР.
Указом Президії Верховної Ради СРСР від 19 червня 1981 року за великі заслуги перед Радянською державою і в зв'язку з сімдесятиріччя з дня народження голові Верховного суду СРСР Смирнову Леву Миколайовичу присвоєно звання Героя Соціалістичної Праці з врученням ордена Леніна і золотої медалі «Серп і Молот».
Президент Асоціації радянський юристів (з 1964 року), член ради Міжнародної асоціації юристів-демократів, член Міжнародної слідчої комісії з викриття злодіянь американського імперіалізму у В'єтнамі, член Постійного консультативного комітету експертів ООН з попередження злочинності та поводження зі злочинцями, почесний доктор права низки зарубіжних університетів.
З квітня 1984 року — персональний пенсіонер союзного значення в Москві.
Помер 23 березня 1986 року. Похований в Москві на Новодівочому цвинтарі.

## Нагороди
- Герой Соціалістичної Праці (19.06.1981)
- три ордени Леніна (25.10.1967; 17.04.1974; 19.06.1981)
- орден Жовтневої Революції (21.06.1971)
- орден Трудового Червоного Прапора (27.05.1947)
- орден Вітчизняної війни І ст. (11.03.1985)
- орден Червоної Зірки (16.09.1945)
- медалі